# بندكت النيرسي

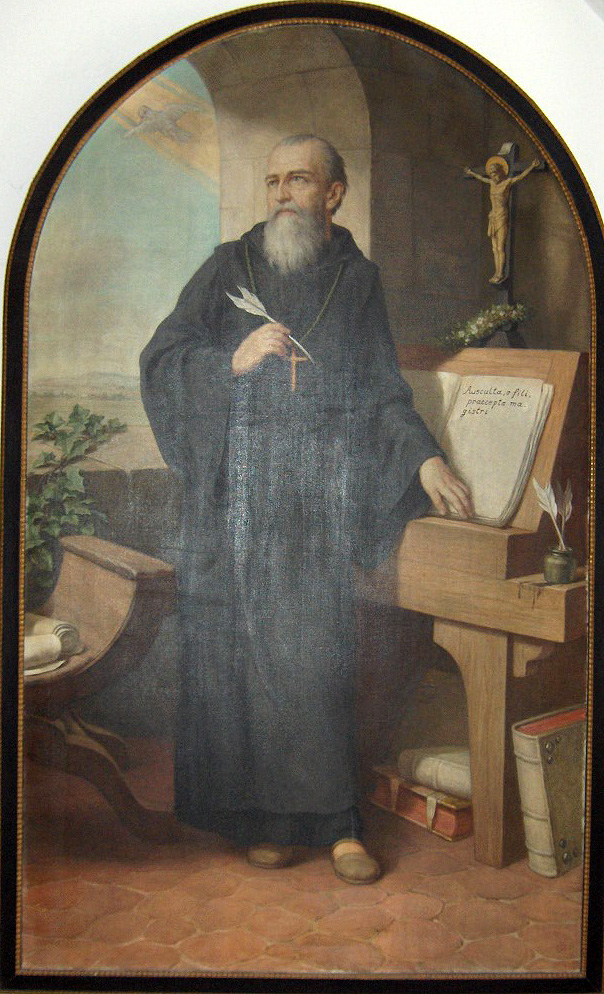
لوحة فنية تصور القديس بندكت النيرسي.

بينديكت نورتشا (بالإيطالية: San Benedetto da Norcia)‏ (حوالي 480–543) هو قديس مسيحي قامت الكنيسة الرومانية الكاثوليكية بتكريمه كقديس شفيع لأوروبا وللطلاب.
قام بينديكت بتأسيس اثنتي عشرة طائفة للرهبان في سوبياكو، إيطاليا (حوالي 40 ميل (64 كـم) إلى الشرق من روما)، وذلك قبل انتقاله إلى مونتي كاسينو في جبال جنوب إيطاليا. ولا يوجد دليل واضح على اعتزامه تأسيس رهبانية دينية كاثوليكية رومانية.[بحاجة لمصدر] إن نظام القديس بينديكت نظام ذو أصول لاحقة وهو، علاوة على ذلك، ليس «نظامًا» كما يُفهم عادةً ولكنه مجرد اتحاد للأبرشيات المستقلة.
ويعد أهم إنجازات بينديكت كتابه «مبادئ القديس بينديكت» التي تحتوي على تعاليم لرهبانه. ولقد تأثر تأثيرًا كبيرًا بكتابات جون كاسيان، كما أظهر انسجامًا قويًا مع مبادئ الرب. ولكنه أيضًا يمتلك روحًا فريدة من التوازن، والاعتدال، والعقلانية، (ἐπιείκεια, epieikeia) وهذا أقنع معظم الطوائف الدينية التي تأسست طوال العصور الوسطى باعتناقه. ونتيجة لذلك، أصبحت مبادئه واحدة من الرهبنة الأكثر تأثيرًا في العالم المسيحي الغربي. ولهذا السبب، يُطلق غالبًا على بينديكت مؤسس الرهبنة الغربية.

## تأثير القديس بينديكت
كانت العصور الوسطى المبكرة تسمى «القرون البينديكتية.» وفي أبريل عام 2008م، ناقش البابا بندكت السادس عشر تأثير القديس بينديكت على أوروبا الغربية. حيث قال البابا: “مارس القديس بينديكت بحياته وعمله تأثيرًا جوهريًا على تطور الثقافة والحضارة الأوروبية” وساعد أوروبا في الخروج من «الليلة المظلمة من التاريخ» التي أعقبت سقوط الإمبراطورية الرومانية.
وحتى يومنا هذا، تعد مبادئ القديس بينديكت هي المبادئ الأكثر شيوعًا وتأثيرًا التي استخدمها الأديرة والرهبان لأكثر من ألف وربعمئة عام من بعد كتابتها.
وقد أنتج تأثير القديس بينديكت «ثورةً روحانية حقيقية» في أوروبا، وانتشر أتباعه، على المدى القرون التالية، عبر القارة لتأسيس وحدة ثقافية جديدة مبنية على العقيدة المسيحية.

## معرض صور

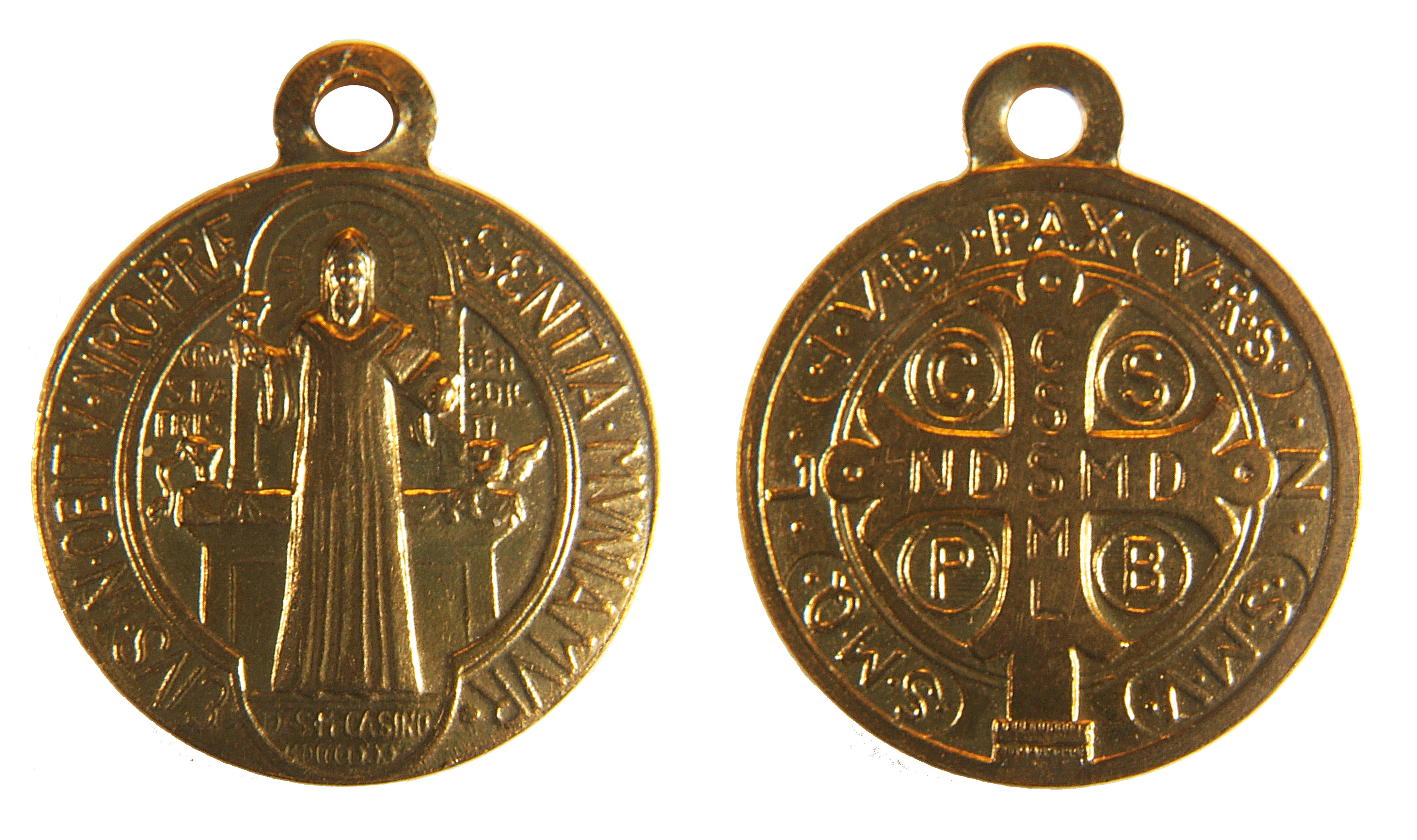
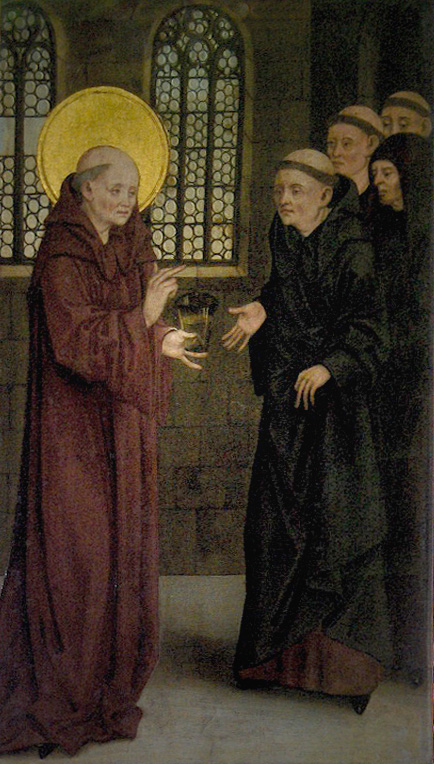
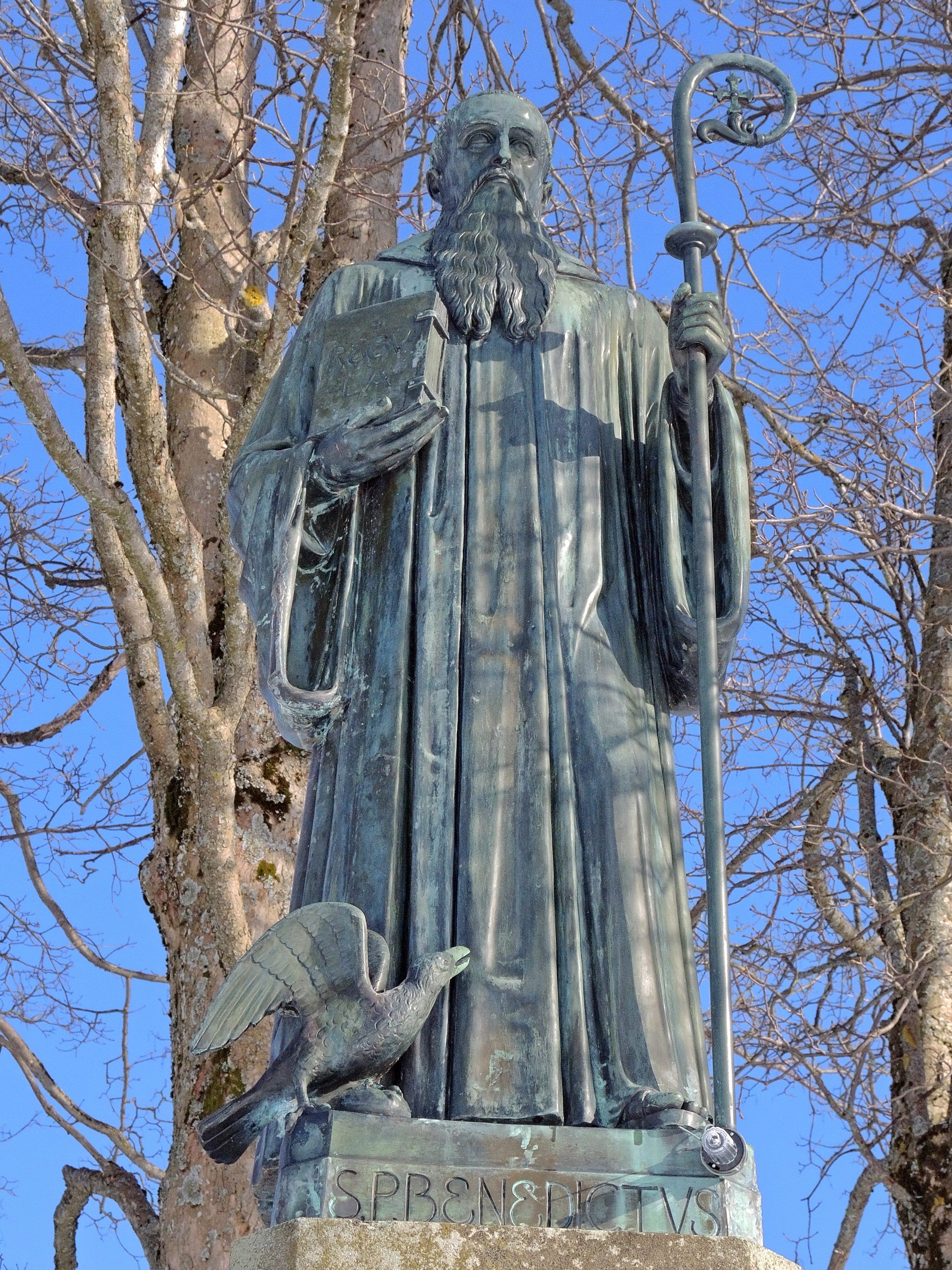

## وصلات خارجية
- بندكت النيرسي على موقع الموسوعة البريطانية (الإنجليزية)

- St. Benedict (pdf نسخة محفوظة 8 أبريل 2012 على موقع واي باك مشين.) from Fr. Alban Butler's Lives of the Saints
- A Benedictine Oblate Priest – The Rule in Parish Life
- Guide to Saint Benedict
- Sacro speco, Grotta della Preghiera – general view – enlarged view
- The Holy Rule of St. Benedict – Online translation by Rev. Boniface Verheyen, OSB, of St. Benedict's Abbey
- The Order of Saint Benedict
- The Medal Or Cross of St. Benedict: Its Origin, Meaning, and Privileges
- Life and Miracles of St Benedict
- St. Benedict page at Christian Iconography
- "The Life of St. Benedict" from the Caxton translation of the Golden Legend
- "The Life of St. Benedict: Introduction". مؤرشف من الأصل في 2011-12-28. اطلع عليه بتاريخ 2008-11-17.